# العلاقات البالاوية اللوكسمبورغية
العلاقات البالاوية اللوكسمبورغية هي العلاقات الثنائية التي تجمع بين بالاو ولوكسمبورغ.

## مقارنة بين البلدين
هذه مقارنة عامة ومرجعية للدولتين:
| وجه المقارنة                                              | بالاو                         | لوكسمبورغ                                                     |
| --------------------------------------------------------- | ----------------------------- | ------------------------------------------------------------- |
| المساحة (كم2)                                             | 465                           | 2.59 ألف                                                      |
| عدد السكان (نسمة)                                         | 21.73 ألف                     | 599.45 ألف                                                    |
| الكثافة السكانية (ن./كم²)                                 | 4.67 ألف                      | 231.45                                                        |
| العاصمة                                                   | نغيرولمود، كورور              | لوكسمبورغ                                                     |
| اللغة الرسمية                                             | لغة إنجليزية، اللغة البالاوية | اللغة اللوكسمبورغية، لغة فرنسية، اللغة الألمانية              |
| العملة                                                    | دولار أمريكي                  | يورو، فرنك لوكسمبورغ                                          |
| الناتج المحلي الإجمالي (بليون دولار)                      | 291.54 مليون                  | 62.40 مليار                                                   |
| الناتج المحلي الإجمالي (تعادل القوة الشرائية) بليون دولار | 326.12 مليون                  | 58.13 مليار                                                   |
| الناتج المحلي الإجمالي الاسمي للفرد دولار أمريكي          | 13.50 ألف                     | 101.45 ألف                                                    |
| الناتج المحلي الإجمالي للفرد دولار أمريكي                 | 14.76 ألف                     | 101.93 ألف                                                    |
| مؤشر التنمية البشرية                                      | 0.780                         | 0.892                                                         |
| رمز المكالمات الدولي                                      | +680                          | +352                                                          |
| رمز الإنترنت                                              | .pw                           | .lu                                                           |
| المنطقة الزمنية                                           | ت ع م+09:00                   | توقيت وسط أوروبا، ت ع م+01:00، ت ع م+02:00، أوروبا/لوكسمبورج ‏ |

## منظمات دولية مشتركة
يشترك البلدان في عضوية مجموعة من المنظمات الدولية، منها:
| علم المنظمة | اسم المنظمة                        | تاريخ انضمام بالاو | تاريخ انضمام لوكسمبورغ |
| ----------- | ---------------------------------- | ------------------ | ---------------------- |
|             | مؤسسة التنمية الدولية              | 16 ديسمبر 1997     | 4 يونيو 1964           |
|             | الأمم المتحدة                      | 15 ديسمبر 1994     | 24 أكتوبر 1945         |
|             | البنك الدولي للإنشاء والتعمير      | 16 ديسمبر 1997     | 27 ديسمبر 1945         |
|             | بنك التنمية الآسيوي                | 2003               | 2003                   |
|             | منظمة حظر الأسلحة الكيميائية       | ?                  | ?                      |
|             | مؤسسة التمويل الدولية              | 16 ديسمبر 1997     | 4 أكتوبر 1956          |
|             | وكالة ضمان الاستثمار متعدد الأطراف | 16 ديسمبر 1997     | 29 أغسطس 1991          |
|             | يونسكو                             | 20 سبتمبر 1999     | 27 أكتوبر 1947         |

## وصلات خارجية
- موقع وزارة الخارجية اللوكسمبورغية